# Triaenodes loriai
Triaenodes loriai là một loài Trichoptera trong họ Leptoceridae. Chúng phân bố ở miền Australasia.